# رونالد غرايرسون
رونالد غرايرسون (بالألمانية: Ronald Grierson)‏ هو مصرفي الاستثمار ‏ ألماني، ولد في 6 أغسطس 1921 في نورنبرغ في ألمانيا، وتوفي في 23 أكتوبر 2014.